# Persone di nome Esteban
| Questa pagina contiene informazioni ricavate automaticamente dalle voci biografiche con l'ausilio del template Bio e di un bot. L'aggiornamento è periodico e automatico e ricostruisce completamente la pagina. Se manca una persona in questa lista, sei pregato di non aggiungerla, ma accertati piuttosto che la sua voce biografica contenga il template Bio e che i dati anagrafici siano correttamente compilati. Se il template Bio manca, inseriscilo tu stesso o, in alternativa, metti l'avviso {{tmp\|Bio}} che ne segnala la mancanza. Se i dati riportati sono sbagliati, correggi direttamente la voce biografica; le modifiche saranno visibili in questa lista entro pochi giorni. Per chiarimenti vedi il progetto antroponimi. La lista contiene solo le 79 persone che sono citate nell'enciclopedia e per le quali è stato implementato correttamente il template Bio. Pagina aggiornata al 22 giu 2025. |

Questa è una lista di persone presenti nell'enciclopedia che hanno il nome Esteban, suddivise per attività principale.

## Allenatori di calcio(6)
- Esteban Becker Churukian, allenatore di calcio argentino (Bernal, n. 1964)
- Esteban Conde, allenatore di calcio e ex calciatore uruguaiano (Young, n. 1983)
- Esteban Nicolás González, allenatore di calcio e ex calciatore argentino (Cordoba, n. 1978)
- Esteban Solari, allenatore di calcio e ex calciatore argentino (Rosario, n. 1980)
- Esteban Valencia, allenatore di calcio e ex calciatore cileno (Santiago del Cile, n. 1972)
- Esteban Vigo, allenatore di calcio e ex calciatore spagnolo (Vélez-Málaga, n. 1955)

## Arbitri di calcio(1)
- Esteban Ostojich, arbitro di calcio uruguaiano (San José de Mayo, n. 1982)

## Attori(4)
- Steven Bauer, attore cubano (L'Avana, n. 1956)
- Esteban Meloni, attore argentino (Bahía Blanca, n. 1976)
- Esteban Powell, attore statunitense (Houston, n. 1976)
- Esteban Prol, attore argentino (Buenos Aires, n. 1966)

## Calciatori(36)
- Esteban Alvarado, calciatore costaricano (Siquirres, n. 1989)
- Esteban Andrada, calciatore argentino (Mendoza, n. 1991)
- Esteban Areta, calciatore spagnolo (Pamplona, n. 1932 - † 2007)
- Esteban Arrizabalo, calciatore spagnolo (Deba, n. 1910 - Vigo, † 1976)
- Esteban Aránguiz, ex calciatore cileno (Santiago del Cile, n. 1948)
- Esteban Burgos, calciatore argentino (Salta, n. 1992)
- Esteban Cambiasso, ex calciatore argentino (Buenos Aires, n. 1980)
- Esteban Carvajal, calciatore cileno (Catemu, n. 1988)
- Esteban Ciaccheri, calciatore argentino (Pilar, n. 1991)
- Esteban Crucci, calciatore uruguaiano (Montevideo, n. 2006)
- Esteban Da Silva, calciatore uruguaiano (Montevideo, n. 2001)
- Esteban Dreer, ex calciatore argentino (Godoy Cruz, n. 1981)
- Esteban Espíndola, ex calciatore argentino (San Martín, n. 1992)
- Esteban González, calciatore uruguaiano (Durazno, n. 1991)
- Esteban Granero, ex calciatore spagnolo (Madrid, n. 1987)
- Esteban Gutiérrez Fernández, ex calciatore spagnolo (Oviñana, n. 1960)
- Esteban Herrera, ex calciatore argentino (Villa Constitución, n. 1981)
- Esteban Kuko, calciatore argentino (Buenos Aires, n. 1907)
- Esteban Lepaul, calciatore francese (Auxerre, n. 2000)
- Esteban Malazzo, calciatore argentino (n. 1909)
- Esteban Matus, calciatore cileno (Santiago del Cile, n. 2002)
- Esteban Obregón, calciatore argentino (Ringuelet, n. 2001)
- Esteban Orfano, calciatore argentino (San Justo, n. 1992)
- Esteban Obiang, calciatore spagnolo (Saragozza, n. 1998)
- Esteban Pavez, calciatore e ex giocatore di calcio a 5 cileno (Santiago del Cile, n. 1990)
- Esteban Pedrol, calciatore e scacchista spagnolo (Tortosa, n. 1906 - Vilassar de Mar, † 1976)
- Esteban Pogany, ex calciatore argentino (San Nicolás de los Arroyos, n. 1954)
- Esteban Rolón, calciatore argentino (Posadas, n. 1995)
- Esteban Rueda, calciatore argentino (Rosario, n. 1996)
- Esteban Sachetti, calciatore argentino (San Miguel de Tucumán, n. 1985)
- Esteban Saveljich, calciatore argentino (Tandil, n. 1991)
- Esteban Suárez, ex calciatore spagnolo (Avilés, n. 1975)
- Esteban Sáez, calciatore cileno (Santiago, n. 1989)
- Esteban Torre, ex calciatore e allenatore di calcio spagnolo (Soto de la Marina, n. 1971)
- Esteban Valencia, calciatore cileno (n. 1999)
- Esteban Álvarez, calciatore uruguaiano

## Cardinali(1)
- Esteban Gabriel Merino, cardinale e patriarca cattolico spagnolo (Santisteban del Puerto, n. 1472 - Roma, † 1535)

## Cartografi(1)
- Esteban Gómez, cartografo e esploratore spagnolo (Porto - fiume Paraguay, † 1538)

## Cestisti(6)
- Esteban Batista, cestista uruguaiano (Montevideo, n. 1983)
- Esteban Camisassa, ex cestista argentino (Santa Fe, n. 1960)
- Esteban Martínez, cestista cubano (Santiago di Cuba, n. 1987)
- Esteban Pérez Spatazza, ex cestista argentino (Rosario, n. 1966)
- Steve Trumbo, ex cestista e allenatore di pallacanestro statunitense (Los Angeles, n. 1960)
- Esteban de la Fuente, ex cestista argentino (Buenos Aires, n. 1968)

## Compositori(1)
- Esteban Salas y Castro, compositore e presbitero cubano (L'Avana, n. 1725 - Santiago di Cuba, † 1803)

## Dirigenti sportivi(1)
- Esteban Paredes, dirigente sportivo e ex calciatore cileno (Santiago del Cile, n. 1980)

## Doppiatori(1)
- Esteban Siller, doppiatore messicano (Monterrey, n. 1931 - Città del Messico, † 2013)

## Esploratori(1)
- Lucas Bridges, esploratore e scrittore inglese (Ushuaia, n. 1874 - Buenos Aires, † 1949)

## Fumettisti(1)
- Esteban Maroto, fumettista e illustratore spagnolo (Madrid, n. 1942)

## Giocatori di calcio a 5(3)
- Esteban Arellano, giocatore di calcio a 5 e allenatore di calcio a 5 argentino (Buenos Aires, n. 1981)
- Esteban Cejudo, giocatore di calcio a 5 spagnolo (Barcellona, n. 1995)
- Esteban González, ex giocatore di calcio a 5 argentino (Buenos Aires, n. 1977)

## Navigatori(1)
- Esteban José Martínez Fernández y Martínez de la Sierra, navigatore e esploratore spagnolo (Siviglia, n. 1742 - † 1798)

## Piloti automobilistici(5)
- Esteban Guerrieri, pilota automobilistico argentino (Buenos Aires, n. 1985)
- Esteban Gutiérrez, ex pilota automobilistico messicano (Monterrey, n. 1991)
- Esteban Masson, pilota automobilistico francese (Montreal, n. 2004)
- Esteban Ocon, pilota automobilistico francese (Évreux, n. 1996)
- Esteban Tuero, ex pilota automobilistico argentino (Buenos Aires, n. 1978)

## Politici(4)
- Esteban Juan Caselli, politico italiano (Buenos Aires, n. 1942)
- Esteban Agustín Gascón, politico e giudice argentino (Oruro, n. 1764 - Buenos Aires, † 1824)
- Esteban González Pons, politico spagnolo (Valencia, n. 1964)
- Esteban Edward Torres, politico e ambasciatore statunitense (Miami, n. 1930 - Miami, † 2022)

## Procuratori sportivi(1)
- Esteban González, procuratore sportivo e ex calciatore argentino (Buenos Aires, n. 1962)

## Pugili(1)
- Esteban de Jesús, pugile portoricano (Carolina, n. 1951 - † 1989)

## Rugbisti a 15(2)
- Fabio Gómez, ex rugbista a 15, allenatore di rugby a 15 e imprenditore argentino (Buenos Aires, n. 1965)
- Esteban Lozada, ex rugbista a 15 e dirigente d'azienda argentino (Ottignies-Louvain-la-Neuve, n. 1982)

## Scacchisti(1)
- Esteban Canal, scacchista peruviano (Chiclayo, n. 1896 - Cocquio Trevisago, † 1981)

## Vescovi cattolici(1)
- Esteban Escudero Torres, vescovo cattolico spagnolo (Valencia, n. 1946 - Valencia, † 2025)